# Laura Pous Tió
Laura Pous Tió (Granollers, 1º ottobre 1984) è un'ex tennista spagnola.

## Carriera
Fa il suo esordio nel circuito Wta nel 2003.
Due anni dopo vince la medaglia d'oro ai XV Giochi del Mediterraneo sconfiggendo in finale la connazionale Nuria Llagostera Vives.
Raggiunge due finali in carriera nel circuito principale, a Bogotà nel 2011 nel doppio accompagnata da Sharon Fichman e a Fes nel 2012 in singolare, ma in entrambi i casi ne è uscita sconfitta.
Nei tornei del Grande Slam non è mai andata oltre il secondo turno.

## Statistiche

### Singolare

#### Finali perse (1)
| Legenda: Prima del 2009 | Legenda: Dal 2009     |
| ----------------------- | --------------------- |
| Grande Slam (0)         |                       |
| WTA Championships (0)   |                       |
| Tier I (0)              | Premier Mandatory (0) |
| Tier II (0)             | Premier 5 (0)         |
| Tier III (0)            | Premier (0)           |
| Tier IV & V (0)         | International (1)     |

| No. | Data           | Torneo                                        | Superficie  | Avversaria in finale | Punteggio |
| 1.  | 28 aprile 2012 | Grand Prix SAR La Princesse Lalla Meryem, Fès | Terra rossa | Kiki Bertens         | 5-7, 0-6  |

### Doppio

#### Finali perse (1)
| Legenda: Prima del 2009 | Legenda: Dal 2009     |
| ----------------------- | --------------------- |
| Grande Slam (0)         |                       |
| WTA Championships (0)   |                       |
| Tier I (0)              | Premier Mandatory (0) |
| Tier II (0)             | Premier 5 (0)         |
| Tier III (0)            | Premier (0)           |
| Tier IV & V (0)         | International (1)     |

| No. | Data             | Torneo                                | Superficie  | Partner        | Avversarie in finale                         | Punteggio           |
| 1.  | 20 febbraio 2011 | Copa Sony Ericsson Colsanitas, Bogotà | Terra rossa | Sharon Fichman | Edina Gallovits-Hall Anabel Medina Garrigues | 2-6, 7-6(6), [11-9] |

### Risultati in progressione
| Sigla | Risultato               |
| ----- | ----------------------- |
| V     | Vincitore               |
| F     | Finalista               |
| SF    | Semifinalista           |
| O     | Oro olimpico            |
| A     | Argento olimpico        |
| SF    | Bronzo olimpico         |
| QF    | Quarti di Finale        |
| 4T    | Quarto turno            |
| 3T    | Terzo turno             |
| 2T    | Secondo turno           |
| 1T    | Primo turno             |
| RR    | Round Robin             |
| LQ    | Turno di qualificazione |
| A     | Assente                 |
| ND    | Non disputato           |

| Legenda superfici    |
| -------------------- |
| Cemento              |
| Terra battuta        |
| Erba                 |
| Superficie variabile |

#### Singolare nei tornei del Grande Slam
| Torneo          | 2005 | 2006 | 2007 | 2008 | 2009 | 2010 | 2011 | 2012 | 2013 | 2014 | 2015 | V--S |
| --------------- | ---- | ---- | ---- | ---- | ---- | ---- | ---- | ---- | ---- | ---- | ---- | ---- |
| Australian Open | A    | 1T   | 1T   | A    | A    | A    | 1T   | 1T   | A    | A    | A    | 0-4  |
| Open di Francia | A    | 1T   | A    | A    | A    | A    | 1T   | 1T   | A    | A    |      | 0-3  |
| Wimbledon       | A    | 1T   | A    | A    | A    | A    | 1T   | 1T   | A    | A    |      | 0-3  |
| US Open         | 1T   | A    | A    | A    | A    | A    | 2T   | A    | A    | A    |      | 1-2  |
| Totale          | 0-1  | 0-3  | 0-1  | 0-0  | 0-0  | 0-0  | 1-4  | 0-3  | 0-0  | 0-0  | 0-0  | 1-12 |

#### Doppio nei tornei del Grande Slam
| Torneo          | 2005 | 2006 | 2007 | 2008 | 2009 | 2010 | 2011 | 2012 | 2013 | 2014 | 2015 | V--S |
| --------------- | ---- | ---- | ---- | ---- | ---- | ---- | ---- | ---- | ---- | ---- | ---- | ---- |
| Australian Open | A    | 1T   | A    | A    | A    | A    | A    | A    | A    | A    | A    | 0-1  |
| Open di Francia | A    | A    | A    | A    | A    | A    | 2T   | A    | A    | A    |      | 1-1  |
| Wimbledon       | A    | A    | A    | A    | A    | A    | 1T   | A    | A    | A    |      | 0-1  |
| US Open         | 1T   | A    | A    | A    | A    | A    | 1T   | A    | A    | A    |      | 0-2  |
| Totale          | 0-1  | 0-1  | 0-0  | 0-0  | 0-0  | 0-0  | 1-3  | 0-0  | 0-0  | 0-0  | 0-0  | 1-5  |

#### Doppio misto nei tornei del Grande Slam
Nessuna partecipazione